# 倫迪勒人
伦迪勒人（亦作Reendile, Rendili, Randali, Randile and Randille）是居住在肯尼亚东部省，属于庫希特語族的民族。“伦迪勒”一词意为“上帝权杖的执掌者” 。